# June Kovach
Pour les articles homonymes, voir Kovach.
June Kovach, née en 1932 à Chicago et morte en 2010 à Zurich, est une pianiste et réalisatrice suisse.

## Biographie
Elle commence sa carrière de pianiste à l'âge de 12 ans avec l'orchestre symphonique de Chicago. De 1949 à 1961 elle est concertiste à Vienne, Zurich, Londres, Amsterdam et Turin. En 1961, elle abandonne sa carrière  musicale pour le cinéma et devient la collaboratrice principale de son mari, le réalisateur et producteur Alexander J. Seiler. Elle co-réalise et travaille comme monteuse et ingénieure du son. Elle signe les films comme co-autrice avec Alexander J. Seiler et Rob Gnant (qui est le photographe et le chef opérateur). Le trio collabore sur plusieurs films de commande de formats courts, avant de réaliser un documentaire sur la condition des immigrés italiens en Suisse : Siamo italiani,.
La vie de pianiste et les concours pour jeunes talents vécus par June Kovach, inspirent au trio un second documentaire : Musikwettbewerb. Le film, suit les différents étapes du « Concours international d’exécution musicale de Genève ». La première a lieu aux Journées de Soleure en 1968 et reçoit un accueil enthousiaste. S'ensuivront encore deux longs-métrages documentaires en co-réalisation : ...Via Zürich (1967), et Fifteen (1968).
En 1974, elle signe son premier film en solo : Une fois menteur, ou Victor et l’éducation ; puis suit Gutknechts Traum en 1981.
En 1982, l'aide à la production qu'elle demande pour son projet Honeyland, est refusée. Mais en 1984, June Kovach touche enfin des subventions et est soutenue par la DRS et la télévision allemande[Laquelle ?]. Le travail préparatoire du film est présenté lors des Journées de Soleure de 1989 dans une exposition intitulée « Honeyland. Bilder von Stephane.Materialien zum Film von June Kovach ». Elle terminera la production plus de 10 ans plus tard et son film sera présenté en avant-première aux mêmes Journées de Soleure en 1995.
En 1991 June Kovach et Alexander J. Seiler se séparent.
De 1995 à 1996, elle forme les professionnels des médias pour l'OFCOM. Puis, de 1998 à 2002 elle fait de l'éducation aux médias auprès des jeunes pour la fondation Märtplatz (1932-2010).
Son dernier film, Schwarze Blumen, sort en 2003.
En 2021, elle est de retour aux Journées de Soleure : le festival consacre sa section "Histoires du cinéma suisse" au cinéma des réalisatrices suisses, actives après l'introduction du droit de vote des femmes en 1971. June Kovach est une des réalisatrices présentées dans le programme, à côté de Tula Roy, Gertrud Pinkus, Lucienne Lanaz, Carole Roussopoulos, Marlies Graf Dätwyler, et Isa Hesse-Rabinovitch.

## Filmographie
Cette liste est basée sur celle présente sur le site de la Fondation Swiss Films.

### Réalisatrice
- 2003 : Schwarze Blumen
- 1995 : Honeyland
- 1981 : Gutknechts Traum
- 1974 : Une fois menteur, ou Victor et l’éducation
- 1968 : Fifteen
- 1967 : ...via Zürich
- 1967 : Musikwettbewerb
- 1966 : Im Lauf des Jahres
- 1964 : Siamo italiani – Die Italiener

### Autrice
- 1967 : Musikwettbewerb, avec Alexander J. Seiler et Rob Gnant
- 1964 : Siamo italiani – Die Italiener, avec Alexander J. Seiler et Rob Gnant

### Monteuse
- 1967 : Musikwettbewerb
- 1964 : Siamo italiani
- 1962 : In wechselndem Gefälle

### Mixeuse son
- 1964 : Siamo italiani